# Spectaris
Spectaris  e. V. ist ein deutscher Industrieverband für Optik, Photonik, Analysen- und Medizintechnik mit Sitz in Berlin, der die mittelständische Hightech-Industrie in Deutschland. Etwa 400 Unternehmen sind Mitglieder in dem Verband.

## Geschichte

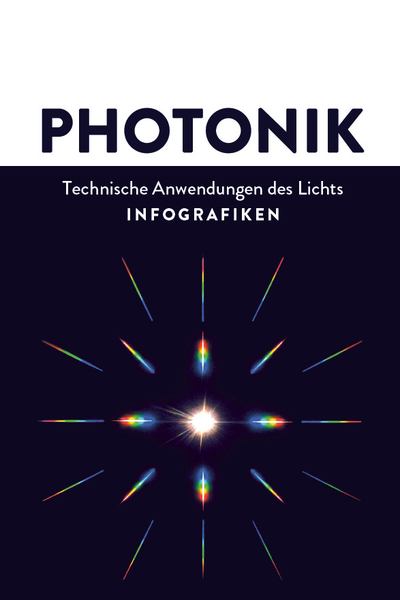
Titelseite Photonik – Technische Anwendungen des Lichts

1881 wurde zur „Wahrung gemeinsamer Interessen“ die Deutsche Gesellschaft für Mechanik und Optik gegründet. Die Mitglieder trafen sich einmal im Jahr zu einer Hauptversammlung, dem deutschen Mechanikertag. Nach dem Zweiten Weltkrieg wurde 1945 der Deutsche Industrieverband für Feinmechanik und Optik (F+O) gegründet. Die Verbandstätigkeiten konzentrierten sich zunächst darauf, die Mitgliedsfirmen bei der Wiederinstandsetzung der beschädigten Maschinen und Gebäuden und den ersten Exportgeschäften zu beraten und bei administrativen Vorgängen wie Produktionsgenehmigungen und Materialzuteilungen zu unterstützen.
2002 erfolgte die Umbenennung in SPECTARIS. Deutscher Industrieverband für optische, medizinische und mechatronische Technologien. 2004 wurde die Geschäftsstelle des Verbandes von Köln nach Berlin verlegt. Die Fachgruppe Analysen-, Bio- und Labortechnik wurde 2010 gebildet. Auf der Mitgliederversammlung 2019 benannte sich der Verband erneut um in SPECTARIS - Deutscher Industrieverband für Optik, Photonik, Analysen- und Medizintechnik. Seit 2022 ist Spectaris im Lobbyregister der Verwaltung des Deutschen Bundestags eingetragen.

## Fachgruppen
Spectaris ist in Form von vier Fachgruppen organisiert:
Consumer Optics
Dazu zählen Hersteller und Händler von Brillengläsern, -fassungen, Sonnenbrillen, Sportbrillen, Kontaktlinsen und Pflegemitteln, Vergrößernden Sehhilfen, Ferngläsern, Zielfernrohren, Spektiven, Sehtestgeräten, optischen Geräten und Maschinen sowie Optikerbedarf.
Photonik
Hier sind Hersteller von Lasern, optischen Systemen und optischen Sensoren vertreten. Die Photonik umfasst die Fachgruppen Medizintechnik & Life Science, Produktionstechnik (Halbleiteroptik, Lasermaterialbearbeitung), Optische Messtechnik, Industrielle Beleuchtung, Fototechnik, Sicherheit & Verteidigung. Spectaris ist Mitinitiator und Unterstützer des Photonik Campus Deutschland, einer Initiative zur Gewinnung von qualifizierten Nachwuchs für die Branche.
Medizintechnik
Vertreten werden Hersteller von Medizinprodukten für Diagnostik und Chirurgie, medizinische Versorgungssysteme und therapeutische Geräte für Anästhesie, Intensivmedizin, Pädiatrie, Notfallmedizin und Chirurgie, ophthalmologische Geräte, Groß- und Kleinsterilisatoren, Einrichtungen für medizinische Funktionsräume, Krankenhaus- und Pflegeeinrichtungen, respiratorische Heimtherapie, Hilfsmittel für die Rehabilitation sowie Orthopädietechnik.
Analysen-, Bio- und Labortechnik
Dazu gehören Hersteller von Geräten, Einrichtung, Verbrauchsmaterial und Zubehör für Laboratorien der Lebensmittel- und Qualitätskontrolle, Umwelttechnik sowie Materialprüfung in pharmazeutischen, chemischen und medizinischen Laboratorien und für Forschung und Entwicklung.